# Артин, Эмиль
Э́миль А́ртин (нем. Emil Artin; 3 марта 1898, Вена, Австро-Венгрия — 20 декабря 1962, Гамбург, ФРГ) — австро-американский математик армянского происхождения. Уроженец Австро-Венгрии, университетское образование получил в Германии, научной деятельностью занимался в университетских центрах Германии и США.

## Биография
Родился в Вене, вырос в Райхенберге (ныне Либерец в Чехии). Родители будущего математика — Эмиль Артин, торговец предметами искусства (умер в 1906 году), и Эмма Лаура-Артин, до своего второго замужества — певица в оперетте. Фамилию свою Эмиль Артин унаследовал от деда-армянина, торговца коврами, который перебрался в Вену в XIX веке.
По утверждению Майкла, сына Артина, фамилия «Артин» происходит от армянской фамилии «Артинян» (Artinian), которую, по его словам, «укоротили» в Германии и США.
В 1916 году Эмиль поступил в Венский университет (здесь он проучился всего один семестр, после чего был призван в армию), а в 1919 году продолжил учёбу в Лейпциге (Германия). По окончании преподавал в немецких университетах, в основном в Гамбурге. В 1929 году женился на своей студентке Наташе, дочери экономиста Наума Ясного, которую родители после революции 1917 года вывезли из России. В ноябре 1933 года он подписал декларацию немецких профессоров в поддержку Адольфа Гитлера. Но поскольку его жена была наполовину еврейкой, после прихода нацистов к власти и принятия антиеврейских законов в 1937 году Артин был уволен из Гамбургского университета и эмигрировал в США, где работал в Индианском (1938—1946) и Принстонском университете (1946—1958), после чего вновь вернулся в Гамбург.
У Артина были работы во многих областях математики — можно указать на аксиоматическое определение Γ-функции, работы по проективной геометрии и теории кос, — но главный интерес для него представляла алгебра. Совместно с Э. Нётер Артин создал современную общую алгебру. Его работы составляют значительную часть знаменитой «Современной алгебры» (ныне просто «Алгебры») ван дер Вардена. В особенности важен его вклад в теорию полей — Артин, совместно с Отто Шрайером, создал теорию вещественных полей, а затем решил знаменитую 17-ю проблему Гильберта. Не менее важны его работы в алгебраической теории чисел, главным образом в теории полей классов, где он применил аппарат когомологий Галуа.
Сформулировал закон взаимности, ныне известный как закон взаимности Артина.
Среди учеников Эмиля Артина — Серж Ленг и Джон Тэйт; его сын Майкл Артин — также известный математик.

## Книги на русском языке
- Артин Е. Введение в теорию гамма-функций. — М.: ГТТИ, 1934.
- Артин Э. Геометрическая алгебра. — М.: Наука, 1969.
- Артин Э. Теория Галуа. — М.: МЦНМО, 2004.